# Завражье (Никольский район)
Завражье — деревня в Никольском районе Вологодской области. Административный центр Завражского сельского поселения и Завражского сельсовета.
Расстояние до районного центра Никольска по автодороге — 30 км. Ближайшие населённые пункты — Ермаково, Сорокино, Старыгино.
По переписи 2002 года население — 244 человека (103 мужчины, 141 женщина). Преобладающая национальность — русские (99 %).